# Wake the Sleeper
Wake the Sleeper is het eenentwintigste muziekalbum uitgebracht door de band Uriah Heep. De band leidde een slapend bestaan sinds hun album Sonic Origami en kwam na tien jaar met dit album. Mick Box is nu nog het enige oorspronkelijke lid van de band. Oudgediende Lee Kerslake is niet meer van de partij vanwege zijn matige gezondheid. Na een kleine promotietournee zag het ernaar uit, dat hij een grote tournee niet aan kon. Het album werd al eerder aangekondigd, maar steeds uitgesteld vanwege de overname van Sanctuary Music door Universal Music. Uiteindelijk kwam het album in 2008 uit. Het album komt niet alleen op cd uit; er komt ook nog een elpeeversie.
Het lied "What Kind of God" is gebaseerd op het boek "Bury My Heart at Wounded Knee" van Dee Brown (1970), dat verwijst naar het Bloedbad van Wounded Knee.

## Musici
- Mick Box – gitaar, zang
- Trevor Bolder – basgitaar, zang
- Phil Lanzon – toetsen, zang
- Bernie Shaw - zang
- Russell Gilbrook – slagwerk, zang

## Composities
1. "Wake the Sleeper" (Box/Lanzon) - 3:33
2. "Overload" (Box/Lanzon) - 5:58
3. "Tears of the World" (Box/Lanzon) - 4:45
4. "Light of a Thousand Stars" (Box/Lanzon) - 3:57
5. "Heaven's Rain" (Box/Lanzon) - 4:16
6. "Book of Lies" (Box/Lanzon) - 4:05
7. "What Kind of God" (Box/Lanzon) - 6:37
8. "Ghost of the Ocean" (Box/Lanzon) - 3:22
9. "Angels Walk With You" (Bolder) - 5:24
10. "Shadow" (Lanzon) - 3:35
11. "War Child" (Bolder/Gallagher) - 5:07